# كيسوكي أونو
كيسوكي أونو (باليابانية: 小野 敬輔) (30 يوليو 1998 في أكيتا في اليابان – )؛ هو لاعب كرة قدم سابق كان يلعب كلاعب وسط.

## وصلات خارجية
- كيسوكي أونو على موقع رابطة كرة القدم اليابانية للمحترفين (اليابانية)
- كيسوكي أونو على موقع Soccerway.com (الإنجليزية)